# Diana Amft
Diana Amft  (n. 7 noiembrie 1975, Gütersloh, Germania) este o actriță germană.

## Filme
- 2000: Auszeit (Sfârșit)
- 2001: Mädchen, Mädchen - Inken (Fete, fete)
- 2002: Ganz und gar (De loc)
- 2002: Knallharte Jungs - Maja Paradis (Băieți duri)
- 2004: Mädchen, Mädchen 2 – Loft oder Liebe - Inken
- 2005: Princes
- 2005: Cei trei mușchetari - Constance Bonacieux
- 2007: Der geheimnisvolle Schwiegersohn - Greta Litschka (Ginerele misterios)
- 2009: Monsters vs. Aliens (voce sincron) (Monștri extratereștri)
- 2009: Kein Geist für alle Fälle (Nu-i pentru orice)
- 2010: Liebe und andere Delikatessen (Franka -în rolul principal) (Dragoste și alte delicatese)
- 2010: Teufelskicker
- 2012: Frisch gepresst
- 2013: Im weißen Rössl – Wehe Du singst!
- 2014: Die Vampirschwestern 2 – Fledermäuse im Bauch
- 2016: Die Vampirschwestern 3 – Reise nach Transsilvanien
- 2018: Der Junge muss an die frische Luft